# Pobladura de la Sierra
Pobladura de la Sierra es una localidad del municipio de Lucillo (León, España), se encuentra situado a 15 kilómetros de la capital municipal y a 91,8 kilómetros de la capital provincial. En esta pedanía tiene lugar el nacimiento del río Duerna.

## Historia
En el siglo XVI se descubrió una mina de plata en la sierra el Celoño por parte de Miguel López, que fue el beneficiario hasta finales de ese mismo siglo.

## Geografía

### Ubicación

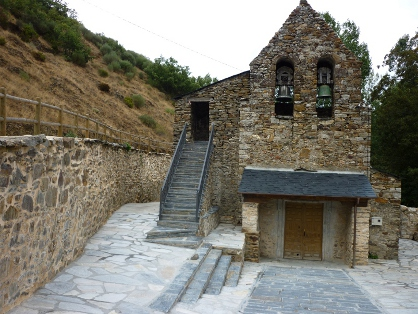
Iglesia parroquial de Pobladura de la Sierra

Pobladura de la Sierra se encuentra situado en el municipio de Lucillo y dentro de la comarca de la Maragatería, de tendencia ganadera y agrícola, que está además compuesta por los municipios de Santa Colomba de Somoza, Brazuelo, Santiagomillas, Astorga, Luyego y Val de San Lorenzo.

## Demografía
La población empadronada en la localidad en 2011 era de 22 habitantes (INE), lo que supone un 5,28% del conjunto de habitantes de Lucillo (416 hab.).
| 2000 | 2001 | 2002 | 2003 | 2004 | 2005 | 2006 | 2007 | 2008 | 2009 | 2010 | 2011 |
| ---- | ---- | ---- | ---- | ---- | ---- | ---- | ---- | ---- | ---- | ---- | ---- |
| 37   | 35   | 33   | 31   | 30   | 30   | 29   | 28   | 29   | 29   | 25   | 22   |

Fuente: INE

## Cultura

### Fiestas

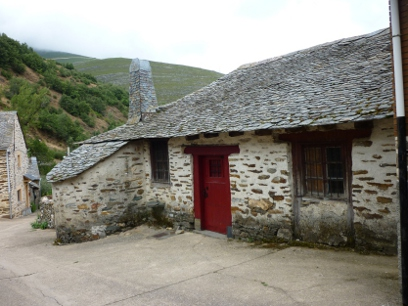
Casa típica de Pobladura de la Sierra

En la localidad de Pobladura de la Sierra se celebran las siguientes fiestas:
- 13 de junio: San Antonio de Padua.
- 5 de agosto: La Virgen de las Nieves